# Ion Valentin Anestin
Ion Valentin Anestin (n. 24 decembrie 1900 la Craiova – d. 6 decembrie 1963 la București) a fost un artist grafic român, grafician, pictor, sculptor, jurnalist și dramaturg.
S-a remarcat și pentru caricaturile sale și pentru activitatea de critic de artă.

## Biografie
Ion Valentin Anestin a urmat, între 1918-1920, Academia de arte frumoase din București, unde l-a avut ca profesor pe sculptorul Frederik Storck. A continuat apoi studiile la Academia liberă de artă, înființată de pictorul Arthur Verona.
După 1921, a devenit cronicar teatral și de artă, a scris proză, dramaturgie și publicistică (în publicațiile Epoca, Vremea, Bluze albastre, Cuvântul liber, Adevărul literar și artistic, Timpul, Gluma), dar s-a ocupat și de grafică, în special caricatură și desen umoristic.
La inițiativa lui Vladimir Donescu, fostul său coleg de liceu, colaborează între 1931 și 1943 la săptămânalul Vremea, deținând pagina teatrală și prezentarea grafică.
În perioada interbelică, Anestin a publicat albume cu gravuri și ilustrații, creându-și un stil propriu, imitat și de alți graficieni. În perioada mai 1940 - septembrie 1944, în revista Gluma Anestin a publicat caricaturi antistaliniste cu legenda Măcelarul din Piața Roșie. Din cauza lor, în 1944 Anestin a fost suspendat cinci ani din activitatea ziaristică și apoi a fost arestat.
În caricaturile sale au apărut personaje politice românești ca Nicolae Titulescu, Iuliu Maniu, Ion Mihalache, Ion Inculeț, Alexandru Averescu, Octavian Goga, Gheorghe Tătărăscu sau străine, ca Adolf Hitler sau Benito Mussolini.
- Cetateana Tallien (1920)
- Schita pentru istoria teatrului romanesc (1938)
- Scrieri despre teatru (1989)